# Bad Bevensen
Bad Bevensen, város Németországban, Alsó-Szászországban. A városka ismert fürdőhely, jódot és különbözőféle sókat tartalmazó termálvízzel.

## Fekvése
Lüneburgtól délkeletre, az Ilmenau partján fekvő település.

## Története

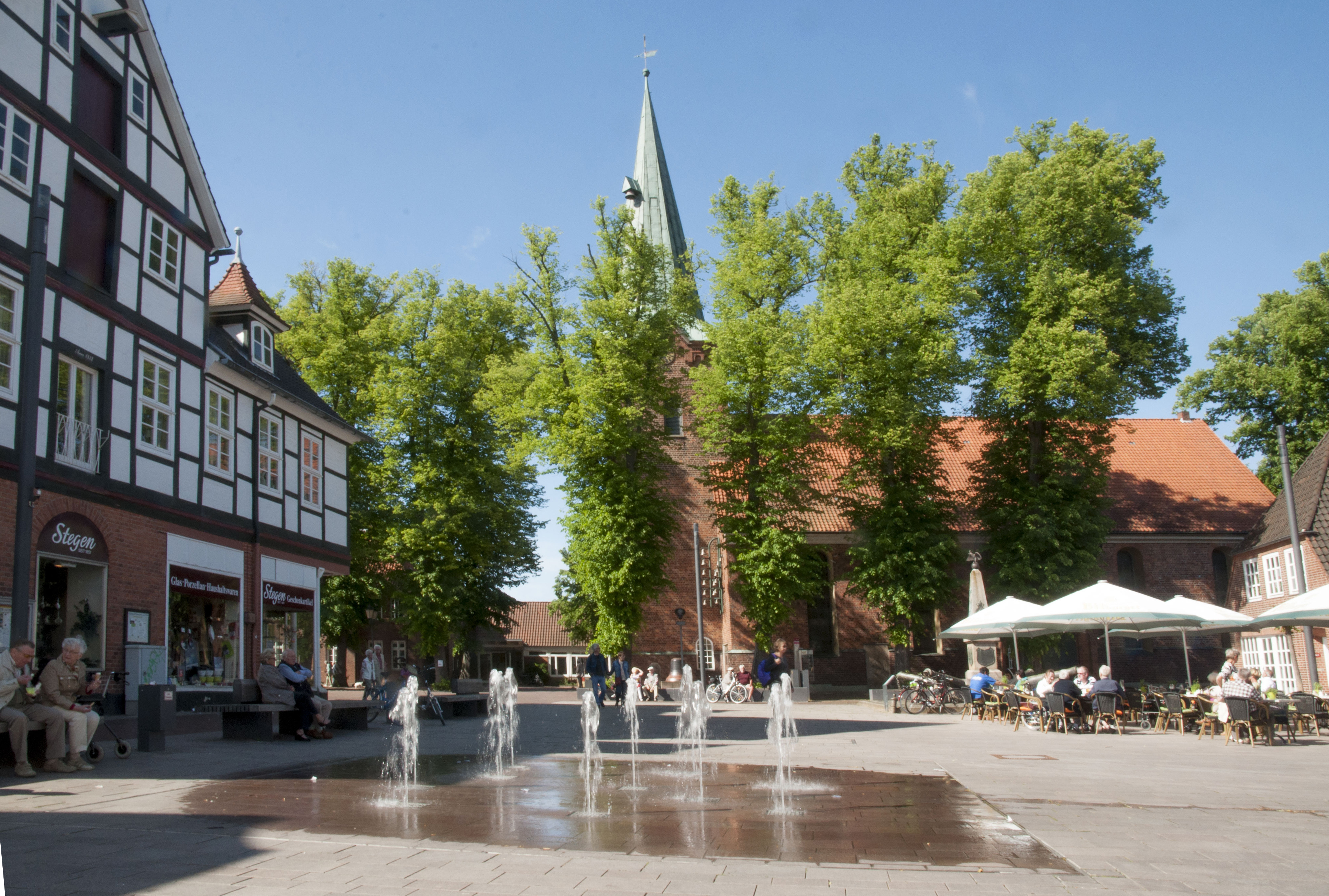

Az itteni várat még a 9.-10. században építették a szászok és vendek közötti csatározásokkor.
A Lüneburg-családok birtoka volt, kiknek örökösödési háborúja elvesztése után a vár és a település jelentősége erősen lecsökkent.
1847-ben Bevensen is kapcsolódott a Hannover-Hamburg vasútvonalhoz.
1929-ben városi jogot szerzett és még ugyanabban az évben elismert gyógyhely lett.
1976. május 12-én neve Bad Bevensen és elismert termálfürdőhely lett.
A fürdőváros fejlődését sok kórház és egészségügyi intézmény; Kardiovaszkuláris Központ kialakítása is jelzi.

## Nevezetességek
- Medingen cisztercita kolostor (Kloszter) - a város határában, a településtől északnyugatra fekszik. Bejáratánál egy 1541-ben épült fejedelmi lakóház áll. A kolostor 18. századi épülettömbje közepén pedig egy templom található, mellette lakószárnyakkal. Benne ón- és kerámiagyüjtemény látható. Az épületegyüttes közelében álló serfőzde (Brauhaus)  gótikus téglaépülete éles ellentétet képez.

A városban évente kerül megrendezésre az alnémet írók és költők munkaközösségének tanácskozása. A díjakat, ösztöndíjakat itt, a kolostor templomában osztják ki.

## Itt születtek, itt éltek
- Helmut Dau (1926-2010) - ügyvéd

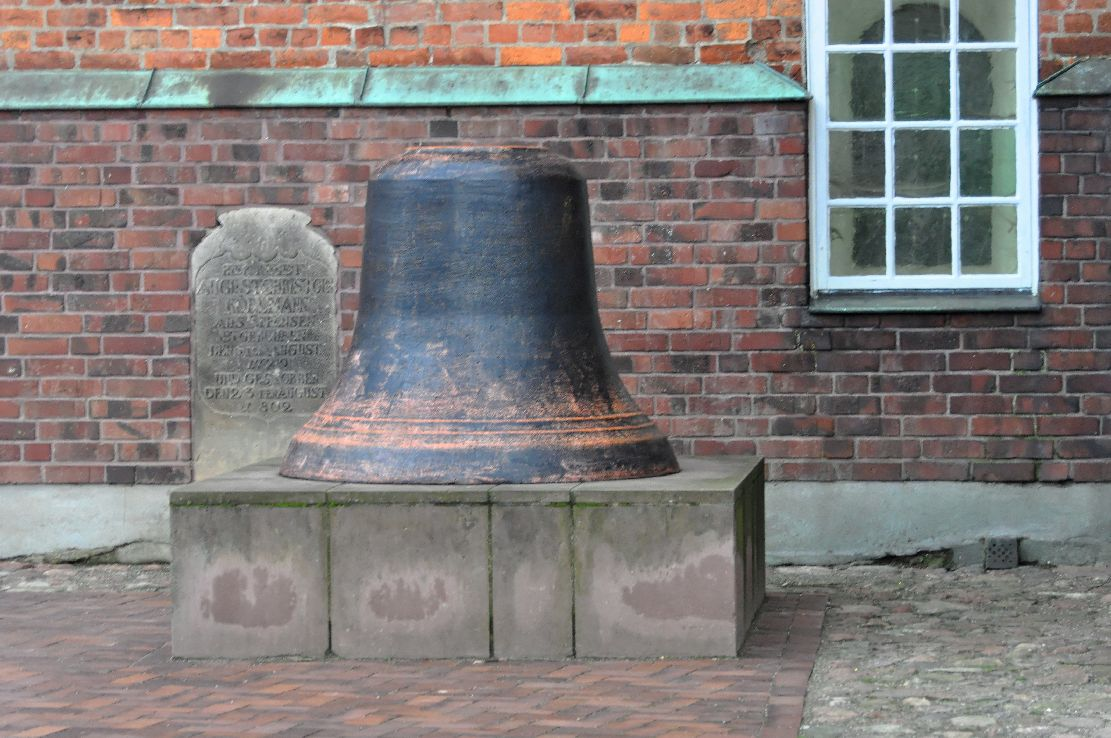

- Friedhelm Werremeier (született 1930) - író,
- Wilhelm Wallmann (született 1941) - politikus (CDU)
- Ilse Falk (született 1943) - politikus és országgyűlési képviselő (CDU)
- Dirk Fischer (született 1943), politikus (CDU)
- Jörg Sennheiser (született 1944) - vállalkozó
- Ulrich Sinn (* 1945) - Professor of Classical Archaeology
- Astrid M. Eckert - egyetemi tanár
- Joachim Eigenherr (* 1947), sportoló
- Volker Bescht (* 1951)
- Heinrich Lange (született 1955) - tengernagy, a Bundeswehr
- Christian Dexne (* 1971)

## Az óváros

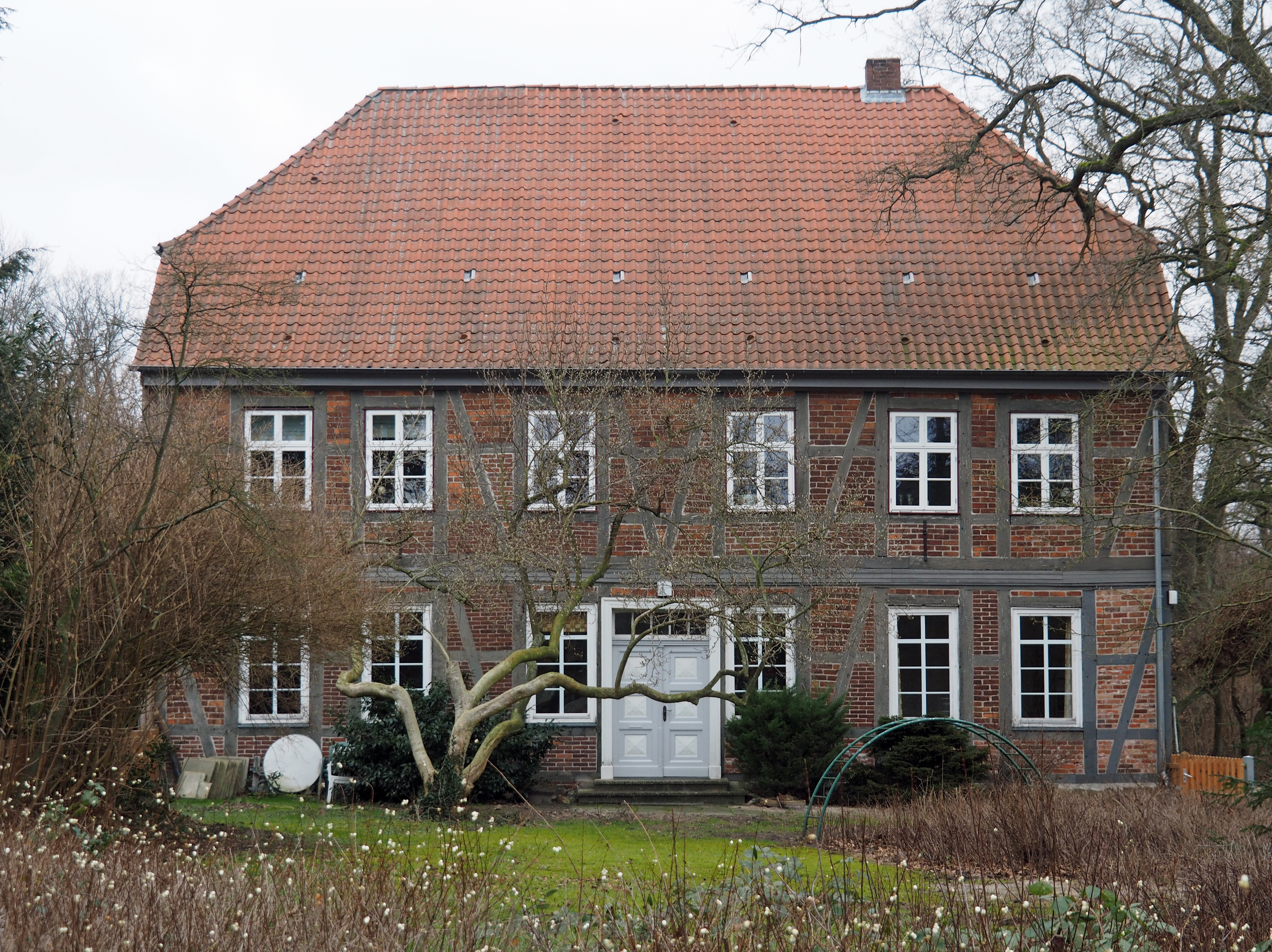
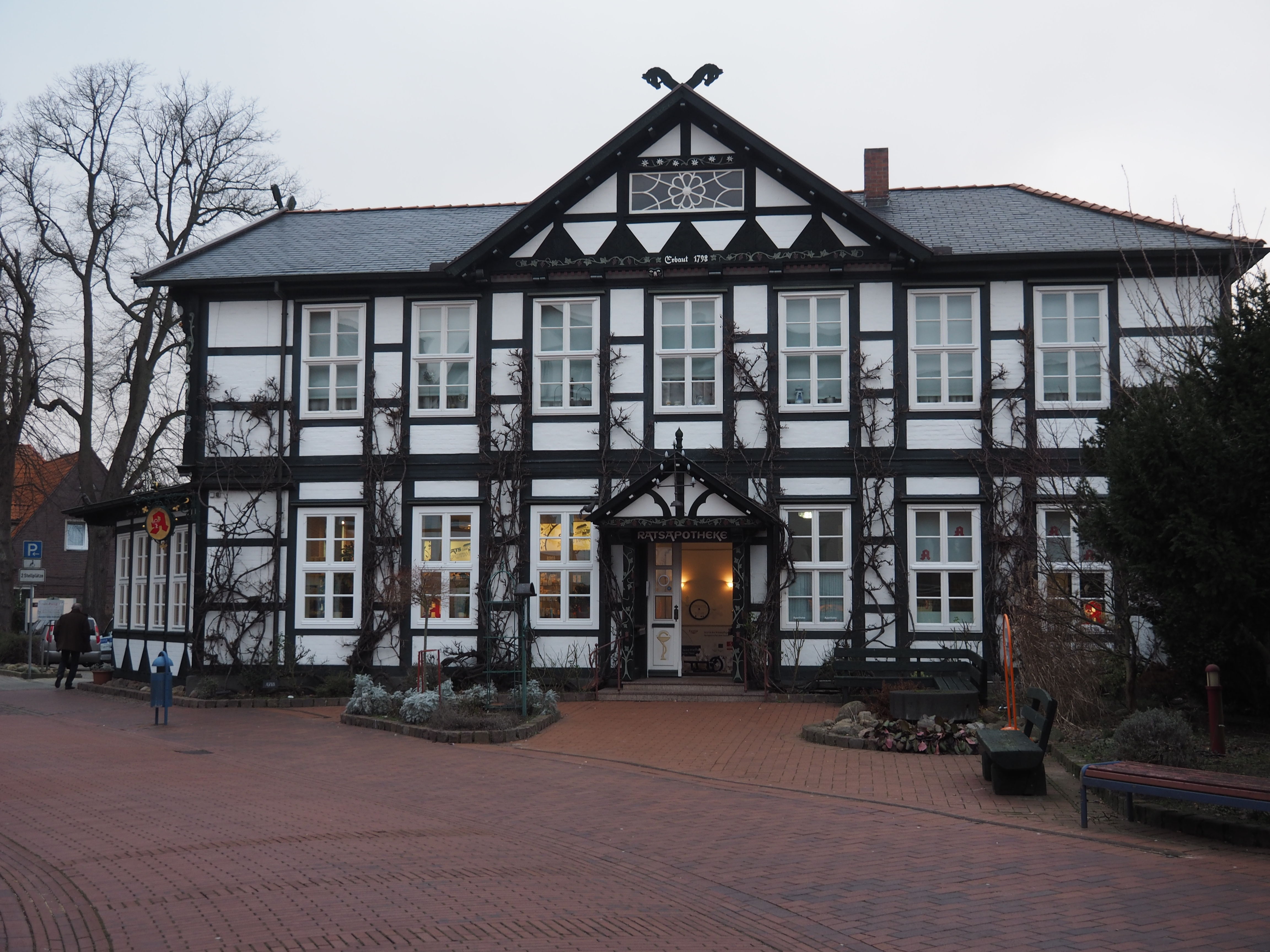
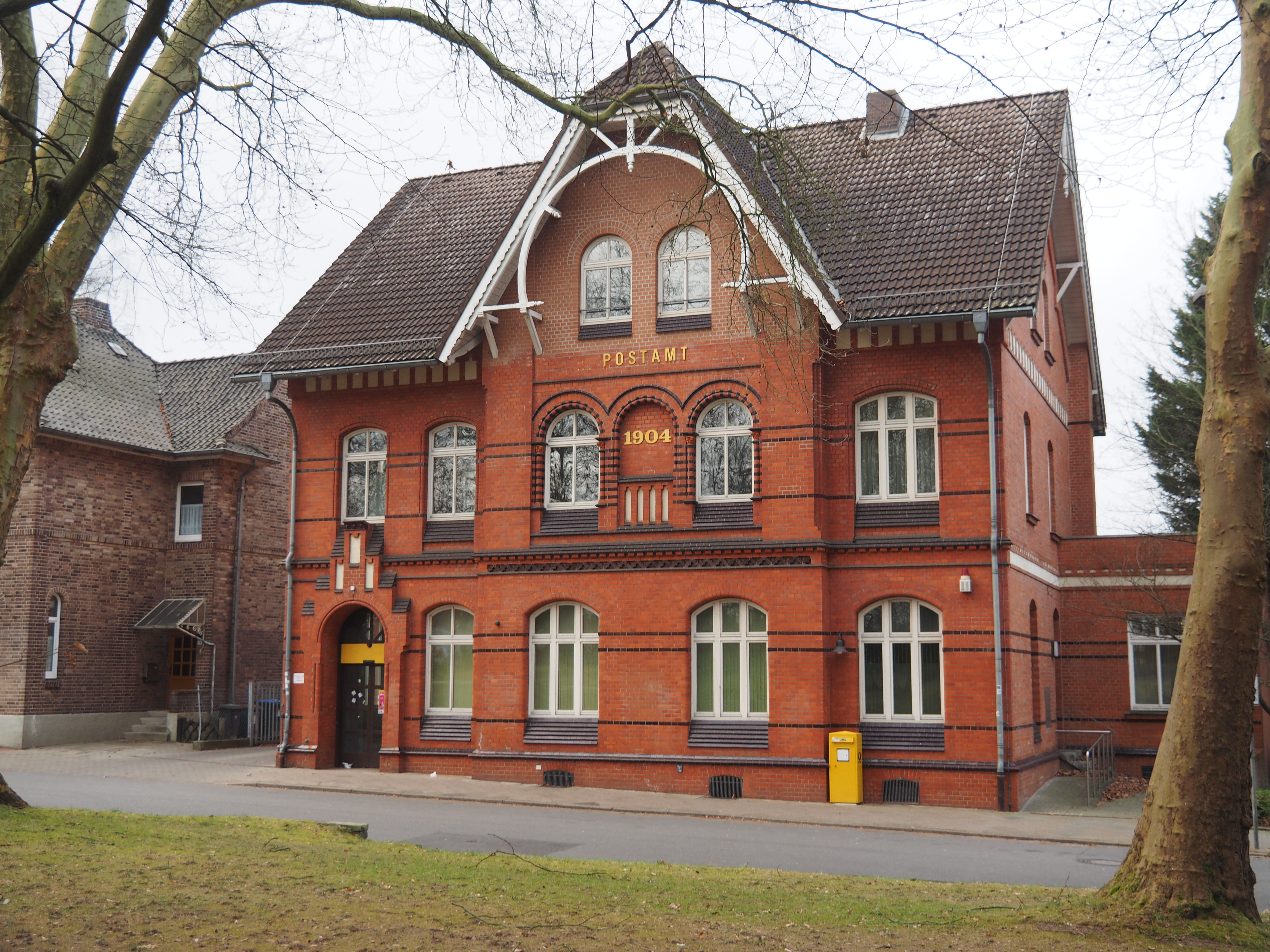
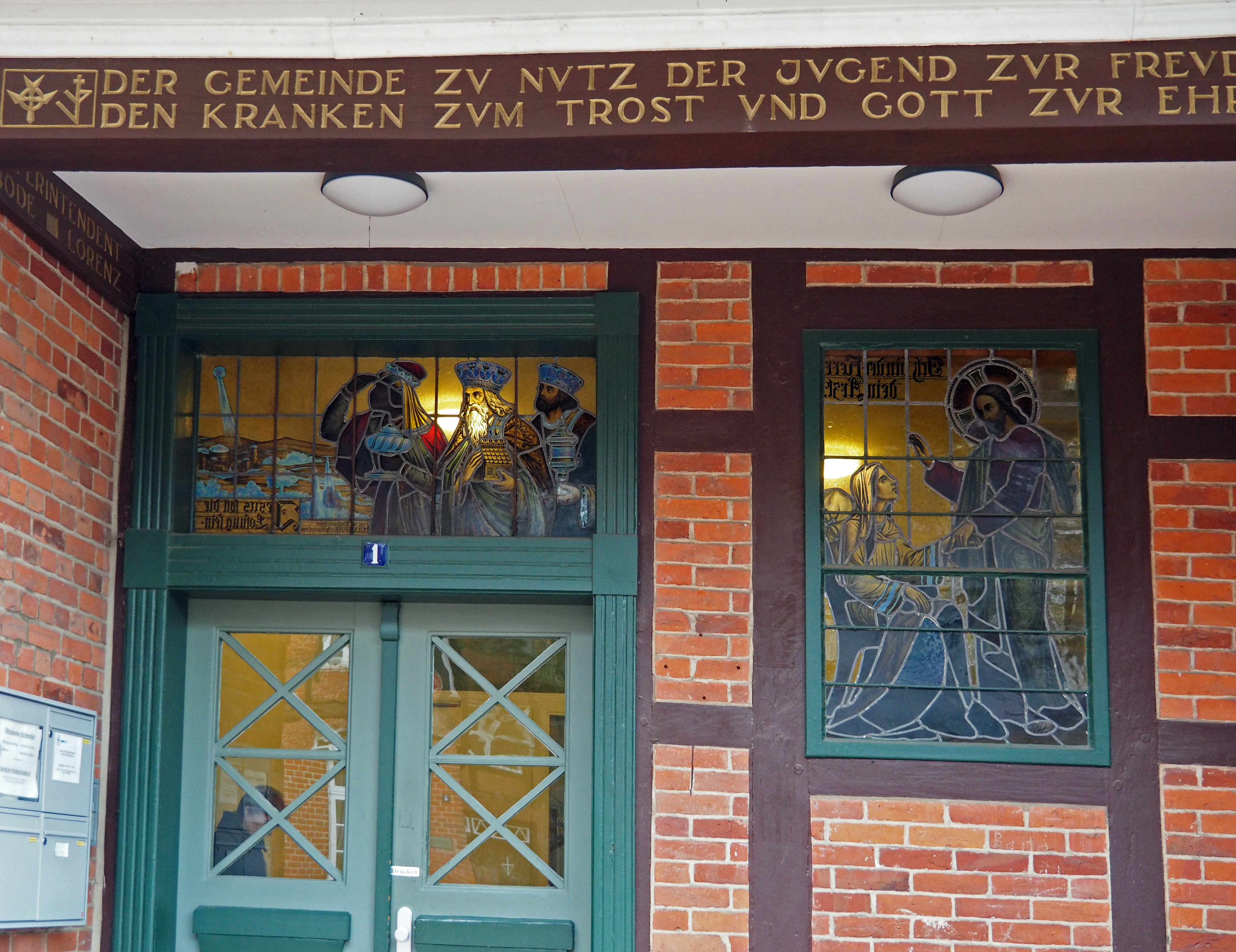
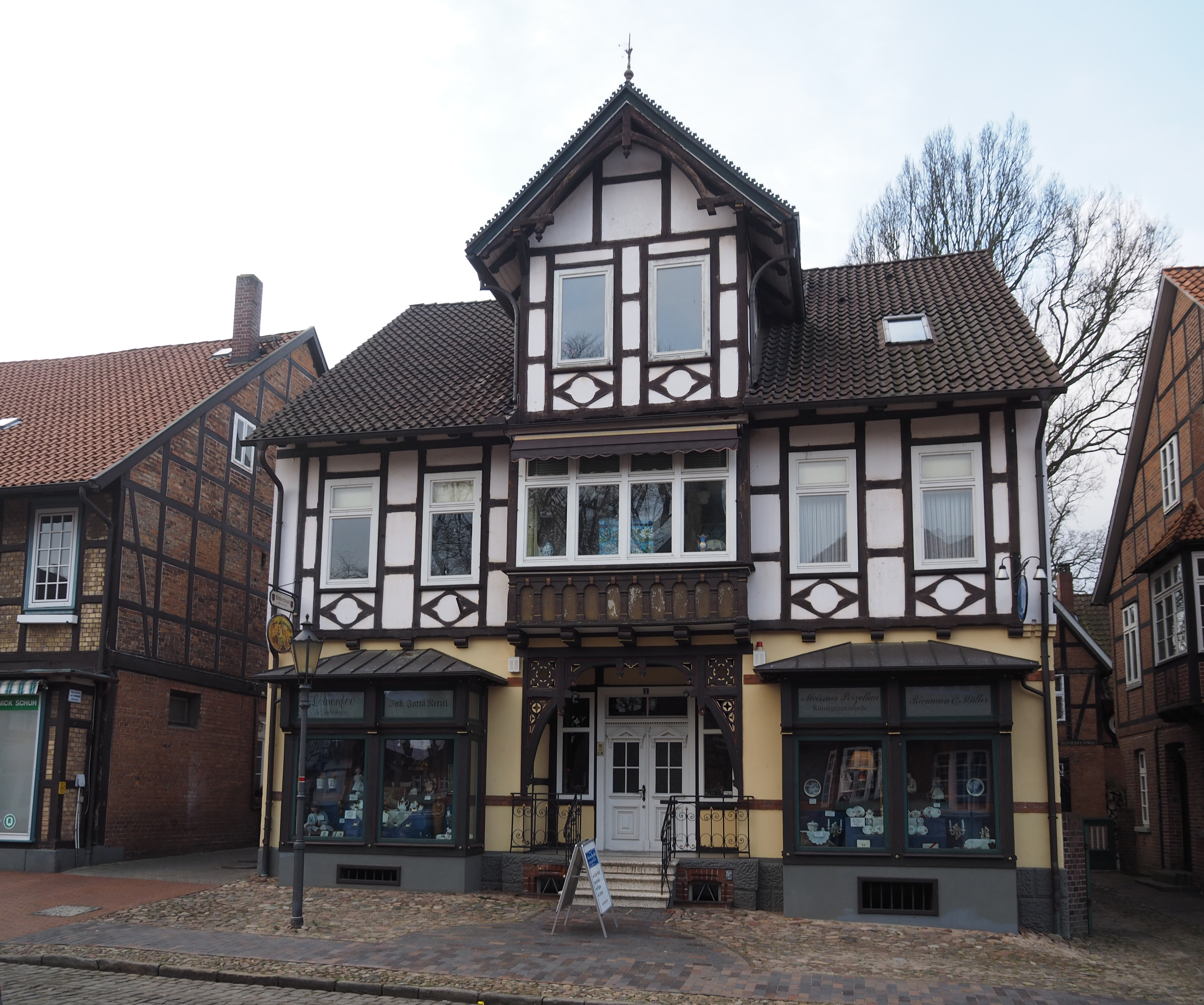
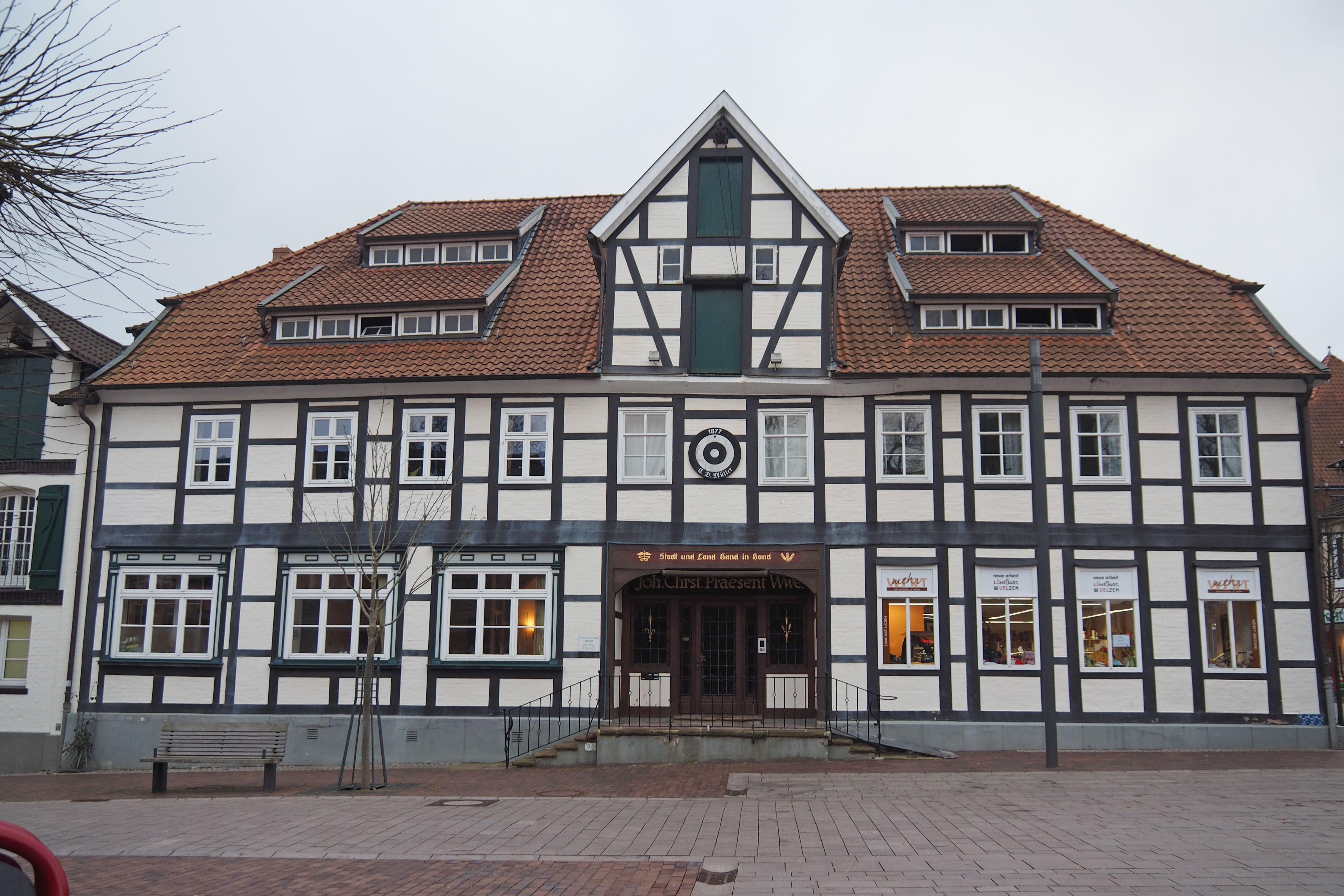

## A gyógyfürdő

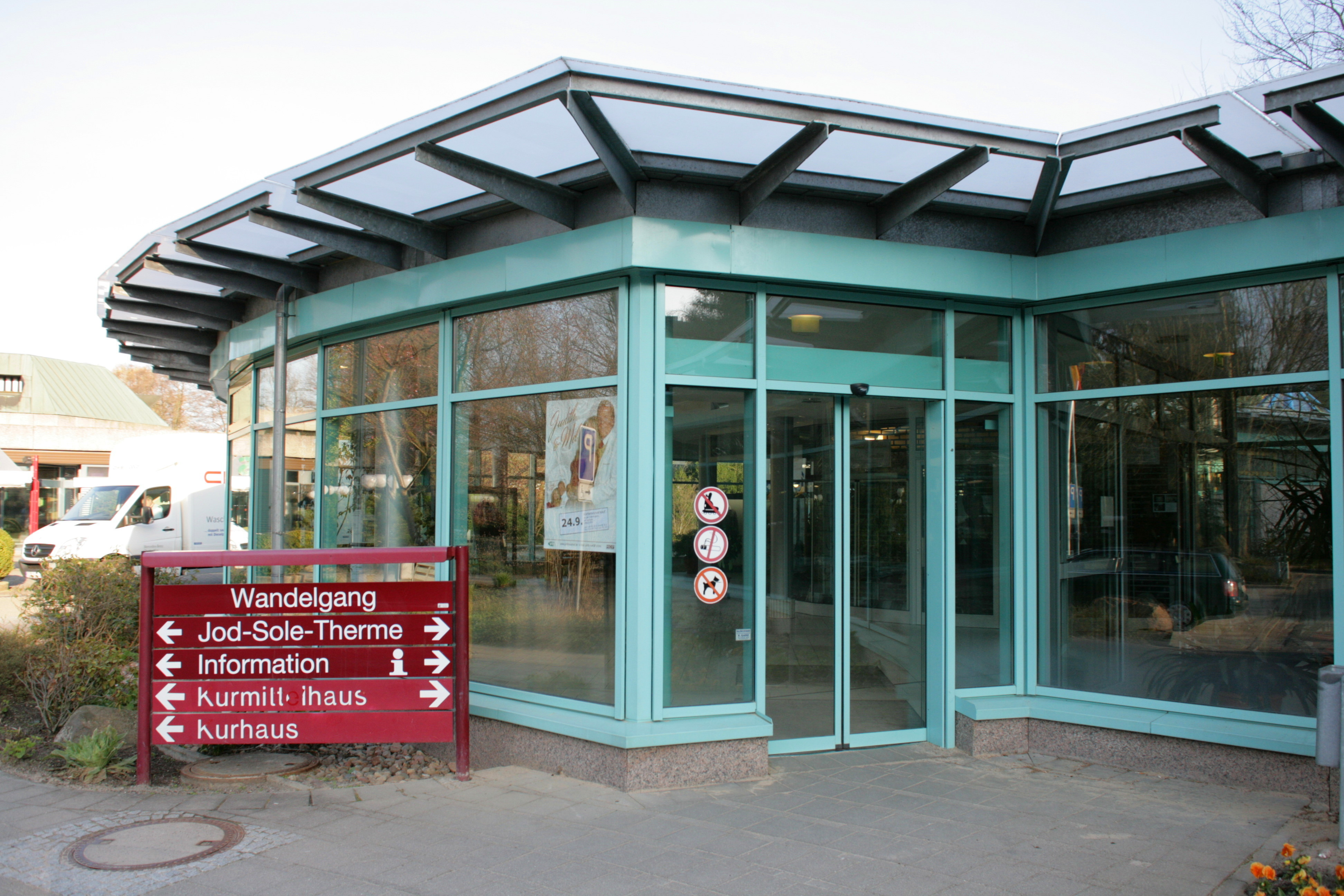
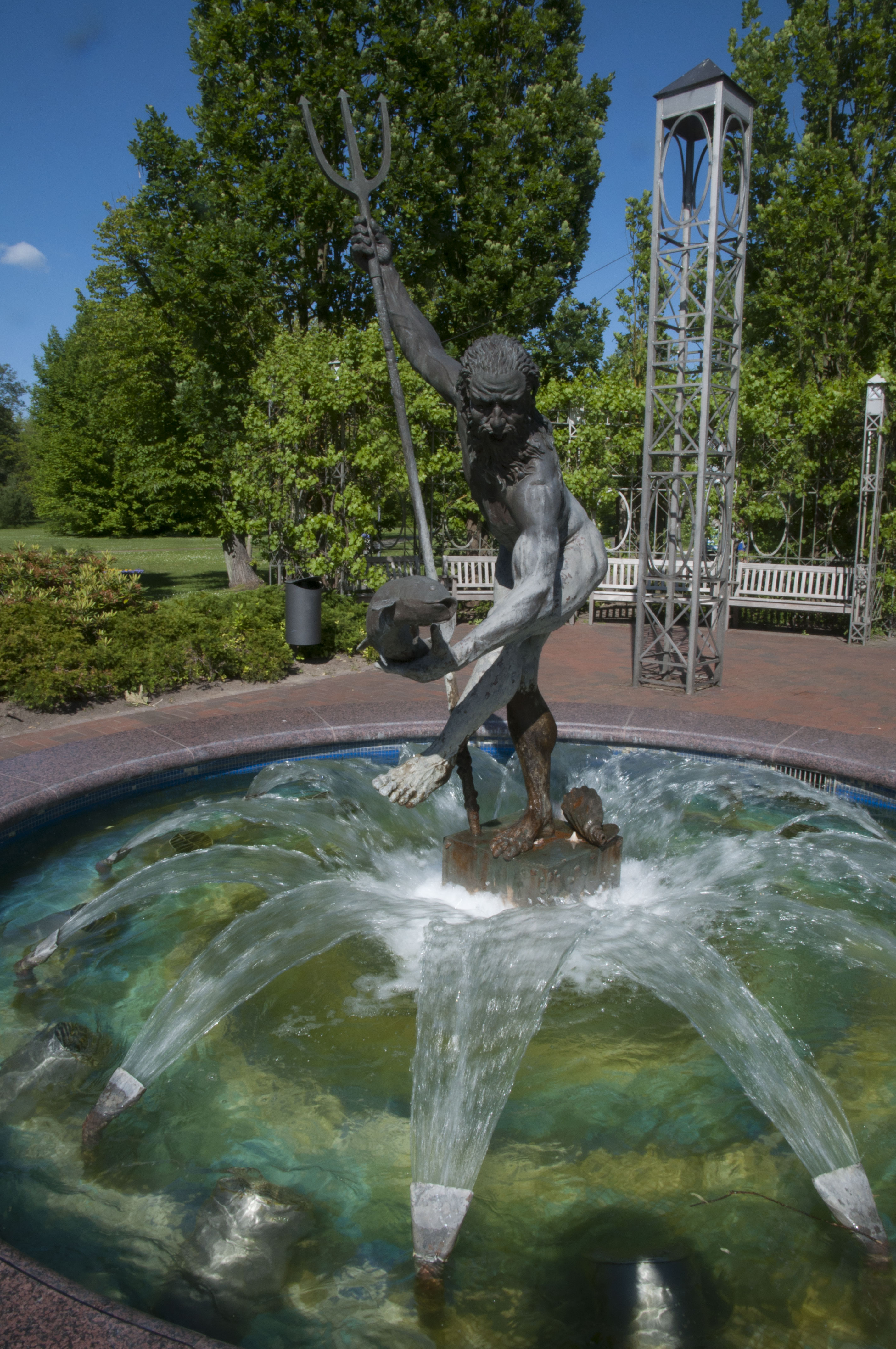
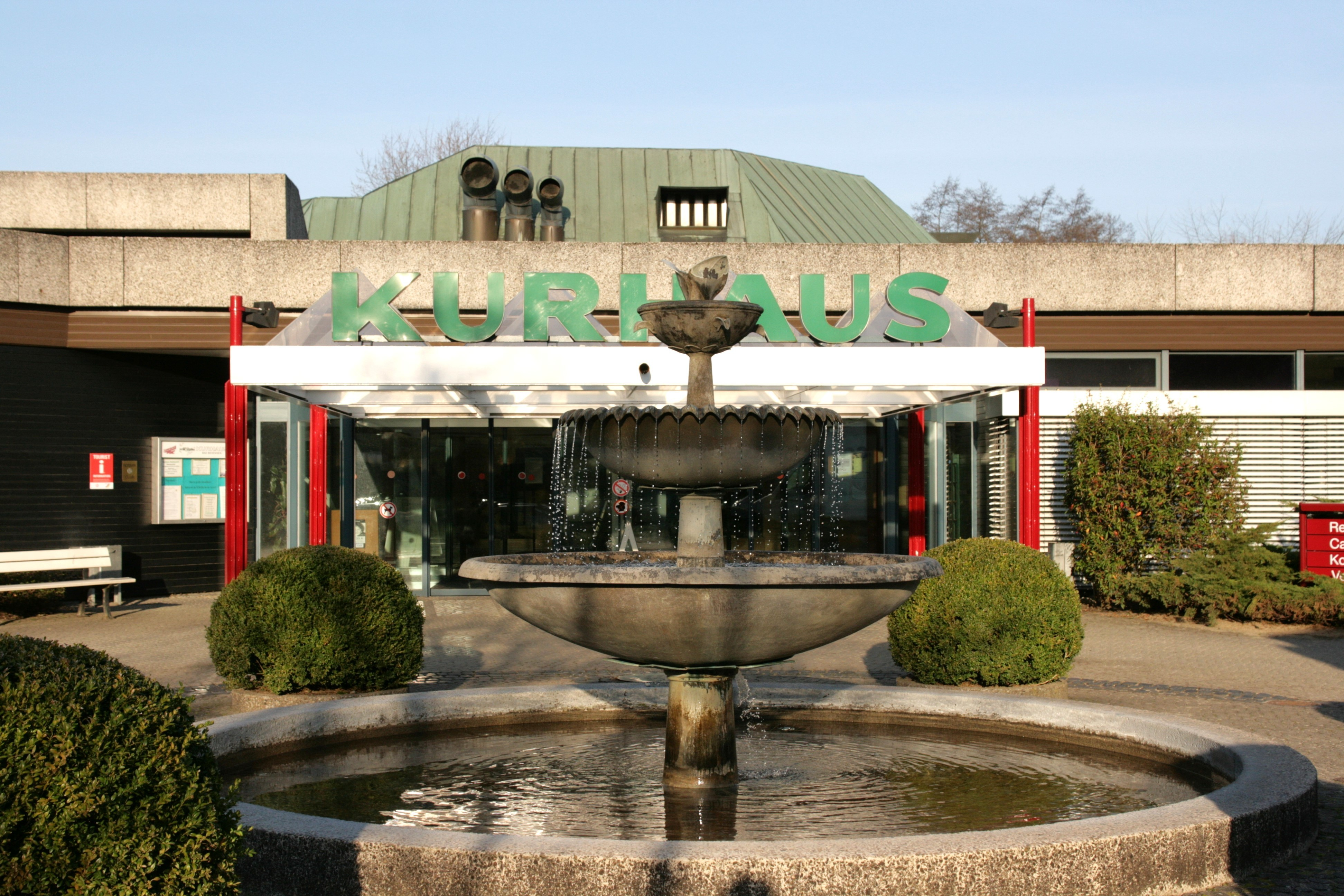
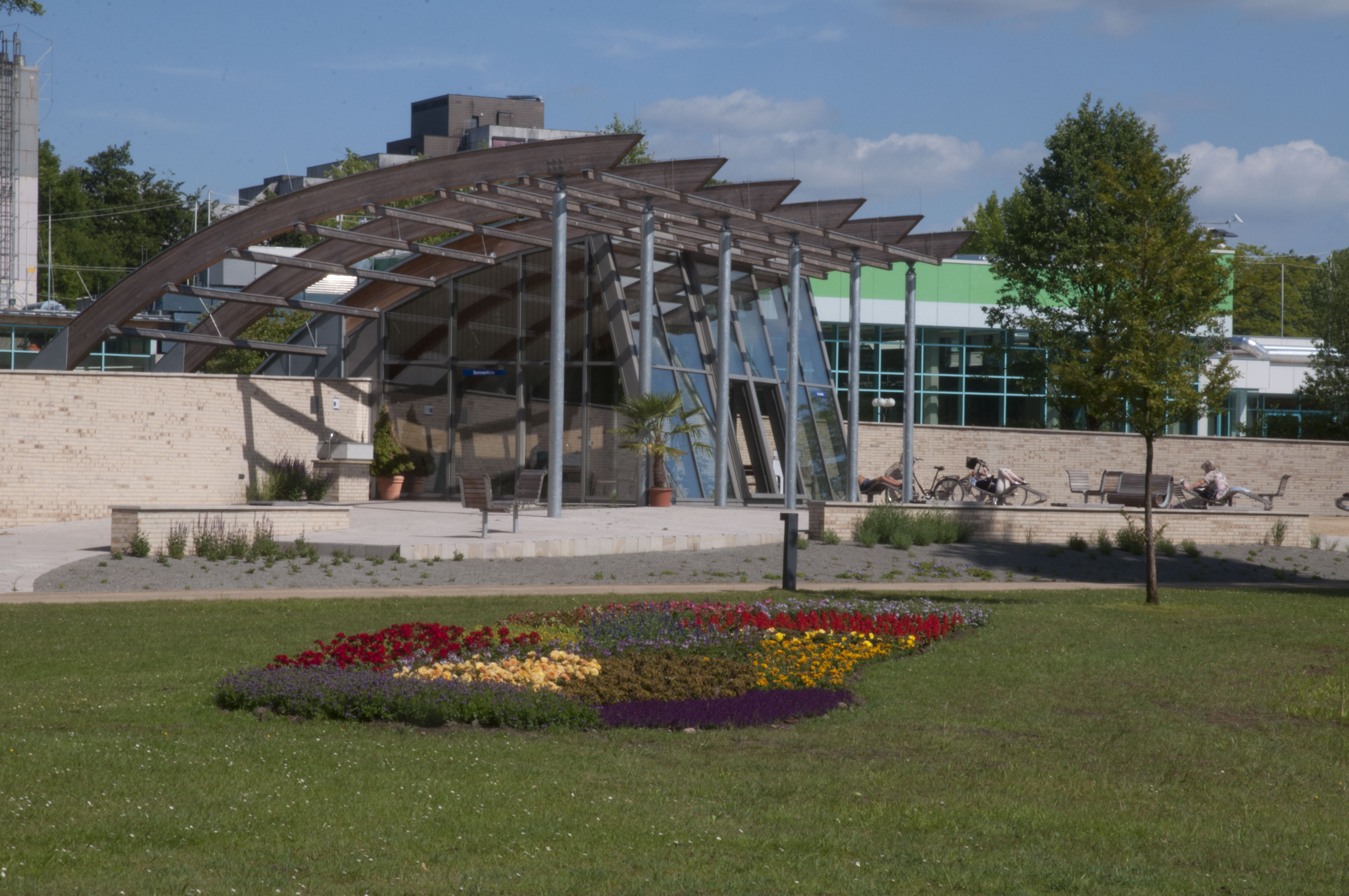
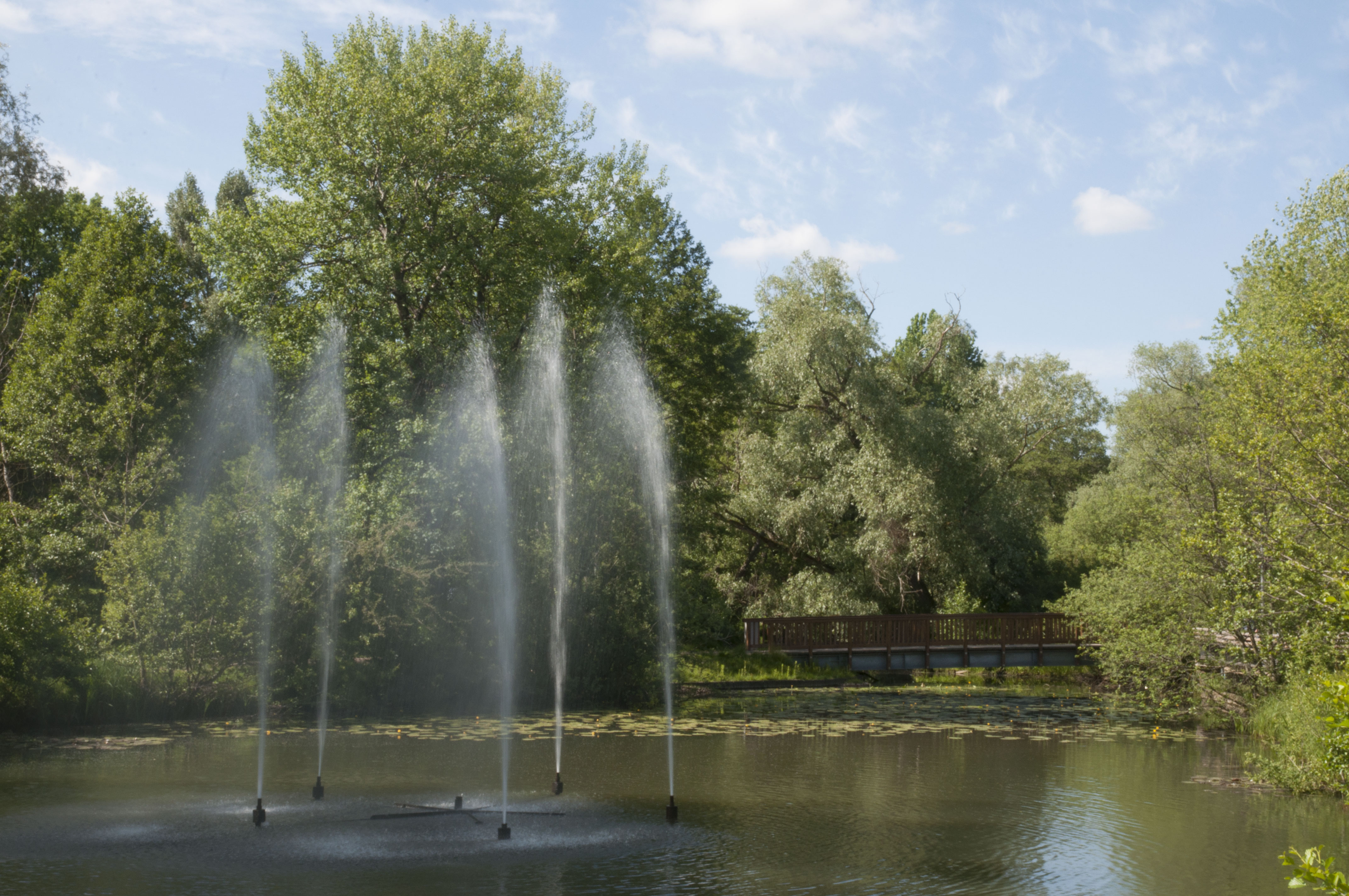
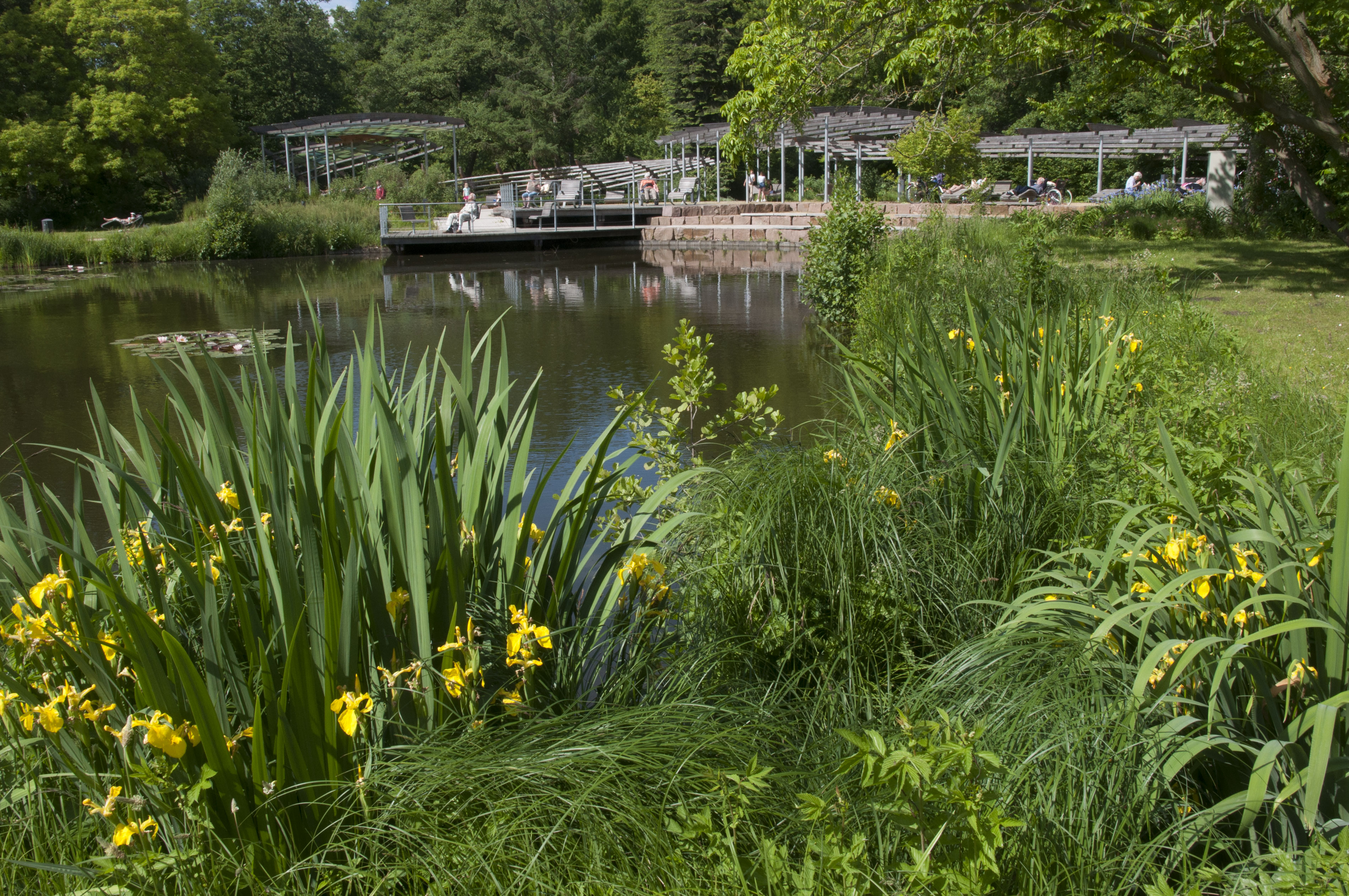